# Парусник Маака
Парусник Маака, или хвостоносец Маака (лат. Papilio maackii) — дневная бабочка семейства Парусники (Papilionidae). Самая крупная дневная бабочка России. 

## Этимология
Видовое название дано в честь Ричарда Карловича Маака — русского натуралиста, исследователя Сибири и Дальнего Востока.

## Внешний вид
Самка крупнее самца, размах её крыльев до 135 мм, у самца — до 125 мм. Окраска передних крыльев самцов с зеленым отливом и черными андрокониальными полями, поперечная полоса зеленых чешуек внизу — расплывчатая, а к переднему краю крыла сливается с общим светлым фоном. Задние крылья с зеленым и/или тёмно-синим отливом, поперечная полоса переходит и на них.
Окраска самок вариабельна. Передние крылья чёрные или буроватые без зеленого отлива, а задние с яркими красноватыми пятнами по внешнему краю. Красноватые пятна у внешнего края у самок выражены ярче.

## Систематика и вариабельность
Подвиды:
- P. m. maackii Ménétriés, 1859
- P. m. han Yoshino, 1997 — Китай
- P. m. jezoensis  Matsumura, 1927 — Япония
- P. m. tutanus Fenton, [1882] — Курильские острова, Сахалин

Согласно сходству ДНК, китайский Papilio (Achillides) syfanius Oberthür,  1886 конспецифичен Papilio maackii.
На Курильских островах и на Сахалине распространен подвид tutanus (= kurilensis Matsumura, 1928). От номинативного подвида он отличается более яркой окраской.
В течение года развивается два поколения — весеннее и летнее. Бабочки летнего поколения появляются в июле и отличаются от бабочек весеннего поколения (f. raddei  Bremer, 1861) размером (в 1,5 раза крупнее) и более тёмной окраской.

## Ареал
Область распространения парусника Маака простирается до 54° северной широты. В России этот вид населяет Приморье, Приамурье (вниз по Амуру обитает до окрестностей Киселёвки Ульчского района, где растёт много амурского бархата, кормового растения гусениц; ниже по Амуру попадаются только случайно залетевшие особи), Южный Сахалин и о. Кунашир; за пределами России вид распространен в Корее, Китае, Японии. Бабочки летнего поколения могут залетать далеко от мест выплода — в Восточное Забайкалье, в Северное Приамурье, к устью Амура.

## Время лёта
Лёт бабочек первого поколения происходит с середины мая до конца июля, второго — с середины июля (в южных регионах) или со второй половины июля (в более северных регионах) до середины сентября.
В южных регионах возможен перекрёст времени лёта, из-за чего в середине-конце июля оба поколения могут встречаться одновременно.

## Место обитания
Встречается в долинных широколиственных и смешанных лесах. Неоднократно отмечались залёты бабочек летнего поколения в горы выше границы леса, для кормёжки на цветах.

## Поведение
Самцы часто образуют большие скопления из десятков особей на влажных участках дорог, по берегам рек и ручьёв. Самки в начале лёта держатся чаще в кронах деревьев, позднее их нередко можно увидеть на цветах, в том числе на клумбах.

## Размножение
Кормовые растения гусениц — бархат амурский (Phellodendron amurense Rupr.), бархат Лаваля (Phellodendron lavallei Dode), бархат сахалинский (Phellodendron sachalinense), Zanthoxylum ailanthoides. Потревоженная гусеница выдвигает наружу позади головы железу — осметрий, представляющую собой два длинных рожка, при этом из железы выделяется жидкость, распространяя вокруг зловонный запах, отпугивающий нападающего. Зимует куколка.

## Численность и лимитирующие факторы
Численность в значительной мере определяется распространением кормовых растений, хотя бабочек можно встретить далеко за пределами произрастания кормовых растений.

## Замечания по охране
Был занесен в Красную книгу СССР (II категория). Впоследствии был исключен из Красной книги России. Занесен в Красную книгу Сахалинской области (II категория).